# Сингулярность Ван Хова
Сингулярность Ван Хова или особенность Ван Хова — это особенность (расходимость, излом) в плотности состояний (DOS) квазичастиц кристаллического твердого тела в пространстве квазиимпульсов. Волновые векторы, при которых возникают сингулярности Ван Хова, часто называют критическими точками зоны Бриллюэна. Для трехмерных кристаллов они имеют форму изломов (где плотность состояний недифференцируема). Наиболее распространенное применение концепции сингулярности Ван Хова — анализ спектров оптического поглощения. Возникновение таких особенностей было впервые исследовано бельгийским физиком Леоном Ван Ховом в 1953 г. для случая фононных плотностей состояний.

## Теория
Рассмотрим одномерную решетку из N узлов, каждый из которых разделен расстоянием a, общей длины L = Na. Вместо того чтобы предполагать, что волны в этом одномерном ящике представлены стоячими волнами, удобнее предполагать периодические граничные условия, то есть замкнутую цепочку:
{\displaystyle k={\frac {2\pi }{\lambda }}=n{\frac {2\pi }{L}}}
где {\displaystyle \lambda } — длина волны, а n — целое число. (Положительные целые числа обозначают волны распространяющиеся в положительном направлении, отрицательные целые числа обозначают волны распространяюзиеся в обратном направлении.) Наименьшая длина волны, необходимая для описания волнового движения в решетке, равна 2a, которая соответствует наибольшему волновому числу {\displaystyle k_{max}=\pi /a}, и что также соответствует максимально возможному | n |: {\displaystyle n_{max}=L/2a} . Определим плотность состояний g (k) dk как количество стоячих волн с волновым вектором от k до k + dk по формуле
{\displaystyle g(k)dk=dn={\frac {L}{2\pi }}\,dk}
Обобщая эту формулу на волновые векторы в трех измерениях, плотность состояний в ящике получим
{\displaystyle g({\vec {k}})d^{3}k=d^{3}n={\frac {L^{3}}{(2\pi )^{3}}}\,d^{3}k}
где {\displaystyle d^{3}k} — элемент объёма в k- пространстве, который для электронов необходимо умножить на коэффициент 2, чтобы учесть вырождение (две возможные ориентации спина). Согласно правилу дифференцирования сложной функции DOS в энергетическом пространстве можно выразить в виде скалярного произведения
{\displaystyle dE={\frac {\partial E}{\partial k_{x}}}dk_{x}+{\frac {\partial E}{\partial k_{y}}}dk_{y}+{\frac {\partial E}{\partial k_{z}}}dk_{z}={\vec {\nabla }}E\cdot d{\vec {k}}}
где {\displaystyle {\vec {\nabla }}} — градиент в k-пространстве.
Множество точек в k- пространстве, которые соответствуют постоянно энергии E, образуют в общем случае 2-х мерную поверхность в k- пространстве, и градиент E будет вектором, перпендикулярным этой поверхности в каждой точке (нормаль к этой поверхности). Плотность состояний как функция этой энергии E удовлетворяет соотношению
{\displaystyle g(E)dE=\iint _{\partial E}g({\vec {k}})\,d^{3}k={\frac {L^{3}}{(2\pi )^{3}}}\iint _{\partial E}dk_{x}\,dk_{y}\,dk_{z}}
где интеграл берётся по поверхности {\displaystyle \partial E} постоянной энергии E. Мы можем выбрать новую систему координат {\displaystyle k'_{x},k'_{y},k'_{z}\,} такой, что {\displaystyle k'_{z}\,} перпендикулярно поверхности и, следовательно, параллельно градиенту E. Если система координат представляет собой простое вращение исходной системы координат, то элемент объёма в k-простом пространстве запишется как
{\displaystyle dk'_{x}\,dk'_{y}\,dk'_{z}=dk_{x}\,dk_{y}\,dk_{z}}
Тогда dE запишется в виде:
{\displaystyle dE=|{\vec {\nabla }}E|\,dk'_{z}}
которое подставим в выражение для g (E), и получим:
{\displaystyle g(E)={\frac {L^{3}}{(2\pi )^{3}}}\iint {\frac {dk'_{x}\,dk'_{y}}{|{\vec {\nabla }}E|}}}
где дифференциал {\displaystyle dk'_{x}\,dk'_{y}} — это элемент площади на поверхности с постоянной энергией E. Простое следствие уравнения для {\displaystyle g(E)} состоит в том, что для {\displaystyle k} -точек, в которых дисперсионное соотношение {\displaystyle E({\vec {k}})} имеет экстремум, подынтегральное выражение в выражении для плотности состояний расходится. Особенности Ван Хова — это особенности, которые встречаются в функции DOS на этих {\displaystyle k} -точки.

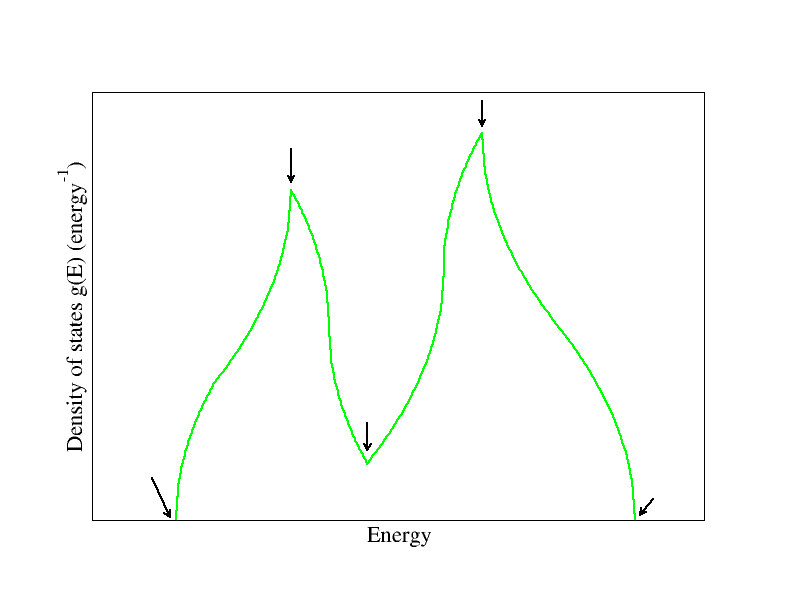
Зависимость DOS g(E) от энергии E для модели трёхмерного кристалла. Особенности Ван Хова возникают там, где расходится производная dg(E)/dE.

Подробный анализ показывает, что существует четыре типа особенностей Ван Хова в трехмерном пространстве, в зависимости от того, имеет ли зонная структура локальный максимум, локальный минимум или седловую точку. В трех измерениях сама DOS не расходится, но её производная расходится. Функция g (E) часто имеет особенности в виде квадратного корня (см. Рисунок), поскольку для сферического газа свободных электронов с параболическим законом дисперсии поверхность Ферми имеет вид сферы
{\displaystyle E=\hbar ^{2}k^{2}/2m} так что {\displaystyle |{\vec {\nabla }}E|=\hbar ^{2}k/m=\hbar {\sqrt {\frac {2E}{m}}}} .
В двух измерениях плотность состояний логарифмически расходится в седловой точке, а в одном измерении сама DOS бесконечна, при {\displaystyle {\vec {\nabla }}E} равно нулю.

## Экспериментальное наблюдение
Спектр оптического поглощения твердого тела наиболее просто рассчитывается из электронной зонной структуры с использованием золотого правила Ферми, где нужно оценить матричный элемент дипольного оператора {\displaystyle {\vec {A}}\cdot {\vec {p}}} где {\displaystyle {\vec {A}}} — векторный потенциал и {\displaystyle {\vec {p}}} — оператор импульса. Плотность состояний, которая появляется в выражении для золотого правила Ферми, тогда называется совместной плотностью состояний (JDOS), которая представляет собой количество электронных состояний в зоне проводимости и дырочных состояний в валентной зоне, разделенных энергией фотона. В этом случае оптическое поглощение определяется произведением матричного элемента дипольного оператора (также известного как сила осциллятора) и JDOS.
Можно ожидать, что расходимость в двумерной и одномерной DOS являются математической формальностью, но на самом деле они легко наблюдаемы в эксперименте. Сильно анизотропные твердые вещества, такие как графит (квази-2D) и соли Бехгаарда (квази-1D), демонстрируют аномалии в спектроскопических данных, которые связаны с особенностями Ван Хова. Сингулярности Ван Хова играют важную роль в понимании оптической интенсивности в однослойных углеродных нанотрубках, которые также представляют собой квазиодномерные системы. Точка Дирака в графене — это сингулярность Ван-Хова, которую можно рассматривать непосредственно как пик электрического сопротивления, когда графен является электронейтральным. Скрученный двухслойный графен также демонстрирует ярко выраженные сингулярности Ван-Хова в плотности состояний из-за межслойного взаимодействия.